# 精靈寶可夢 太陽／月亮
《精靈寶可夢 太陽／月亮》是一款由Game Freak开发，寶可夢公司與任天堂發行於任天堂3DS平台上的角色扮演游戏。
本作是寶可夢系列第七世代的正统续作，也是该庆祝系列诞生20年的纪念作品，同时也是系列首次官方中文化的作品。本作于2016年11月18日在北美和亚洲同時開始发售，11月23日在欧洲公開发售。
2017年6月6日於任天堂直面會公開遊戲續作《精靈寶可夢 究極之日／究極之月》，於2017年11月17日發售。

## 遊戲機制
《太阳／月亮》继承系列以往的游戏特色和系统，并在之上做出许多变更和改进。玩家将扮演首次来到阿罗拉地区的寶可夢訓練家，在各个岛屿上进行「諸島巡禮」探索和冒险。
游戏不同于先前的二头身和三头身造型，首度采用了等身比例的角色造型。游戏的背景设定在以美國夏威夷州为蓝本的“阿罗拉地区”。部分舊有的寶可夢在阿罗拉地区產生了“地区形态”，得到不同的属性以及樣貌。遊戲內也加入了来自异次元的謎之寶可夢“究極异兽”。《太阳／月亮》中总共增加了81只全新的精灵宝可梦。
在系统上，《太阳／月亮》首次在正统作品中取消“道馆”系统，玩家不再通过打敗道馆馆主并获得徽章，而是透過“诸岛巡礼”来挑战各个队长和岛主给出的考验，以获得象徵通過試煉的“Z純晶”。裝備“Z純晶”的寶可夢在擁有符合條件的招式時，能夠在對戰中釋放一次全力的“Z招式”。而《X／Y》中登场的“超级进化”在游戏主線劇情通关后便可以使用。
本作取消了寶可夢的「秘傳學習器」系統，清除地圖障礙、快速移動與腳踏車的功能由「寶可騎行」取代，玩家可以透過騎乘呼喚的寶可夢來達成指定動作。
在对战方面，本次游戏加入了全新的“皇家对战”模式，支持4位玩家联机进行PvP对战。在前一世代中的对战时的裸眼立体显示在本作中取消，以获得更流畅的游戏体验。
游戏分为《太阳》和《月亮》两个版本，两个版本除了各自包含不同的寶可夢外，彼此間遊戲內的時間也不相同，《太阳》与3DS主机内置时间保持一致，而《月亮》则与主机时间相差12小时。
《精灵宝可梦 太阳／月亮》在2017年初起開始支援《寶可夢虛擬銀行》服务，玩家可以與《X／Y》、《歐米加紅寶石／阿爾法藍寶石》中的宝可梦互相傳送，而任天堂3DS的Virtual Console平台上的《寶可夢 紅／綠／藍／皮卡丘》的玩家可以先通过《寶可夢虛擬傳送》轉移至虛擬銀行，再传送到《太阳／月亮》裹。

## 开发
《精灵宝可梦 太阳／月亮》是系列第七世代的首部作品，也是该庆祝系列诞生20年的纪念作品。為官方首次推出的中文版遊戲，並支持中国大陆行货神游科技iQue 3DS XL遊玩，這也是時隔3年后首次支持该主机的游戏。
游戏于在2016年2月26日通过任天堂直面会正式公布；而游戏名称和商标则提前一天通过欧盟的商標設計內部市場調和局的网站被泄露。在直面会上，系列制作人石原恒和宣布本作是系列诞生20周年的纪念作品，并专门制作了面向中文玩家的直面会特别版。《精灵宝可梦 太阳／月亮》将作为系列首次进行官方中文化，游戏将内置简体中文和繁体中文；从而游戏内置语言增加到9种。
2016年5月10日，本作揭露了更多的游戏內容，包括了游戏的世界设定、实机画面、初始寶可夢和傳說中的宝可梦、首个宣传视频、游戏封面和发售日期。任天堂香港也在同日放出了系列初代151只宝可梦的官方译名，並宣布将于2016年6月在香港和台湾举办“Hong Kong / Taiwan 2016 Pokémon Video Game National Championships”，获胜者将有机会参加稍后在美国举办的总决赛。
2016年10月18日，《精灵宝可梦 太阳／月亮》开始在任天堂eShop上提供游戏的试玩版，该试玩版中出现的特定宝可梦可以在正式版中继承。
在《精灵宝可梦 太阳／月亮》正式发售前的11月上旬，欧洲版的游戏被提前偷跑并破解上传到网络，導致部分盗版玩家提前遊玩了破解版的游戏。任天堂在11月16日开始将提早開啟游戏的3DS主机通过网络进行锁机，被锁的主机将无法使用任何网络服务。

### 中文化行动

游戏的中文标志，上为简体中文，下为繁体中文

在《宝可梦 X／Y》發售后，2014年初新公布的《歐米加紅寶石／阿爾法藍寶石》中依旧只包含中文以外的7国语言。与此同时，中国大陆解禁了长达13年的游戏机禁令，而索尼和微软也在台湾和港澳地區发行了更多的中文化游戏。
为了能玩到中文版的「Pokémon」（當時尚未有通用稱呼）游戏，在2014年夏天，有玩家发起了“7+1”的请愿活动，希望任天堂及游戏制作方GAME FREAK能考虑为下一部游戏中加入中文；期间中文玩家制作了请愿书、请愿签名集、请愿网站和请愿宣传视频等多种形式。
在2014年8月于美国华盛顿特区举办的寶可夢世界锦标赛上，中文化的请愿书由发起人之一的「口天一小土」和来自香港的玩家「Pikapika」送达到了系列制作人增田順一和石原恆和手上。二人表示会认真阅读请愿材料，并会与制作组成员进行交流。不过之后并没有更多的消息。
2015年7月10日，在第十一届中国国际动漫游戏博览会（CCG EXPO）上，寶可夢公司召开了“精灵宝可梦中国大陆地区正式名称发布会”，会上宣布“精灵宝可梦”将成为中国大陆地区对于“Pokémon”的官方译名，并宣布精靈寶可夢的剧场版电影《破壞之繭與蒂安希》也将在上海的电影院内进行限时上映。这是系列电影首次在中国大陆地區电影院线上映。
2016年1月28日，任天堂香港宣布在农历新年期间将在《X／Y》和《歐米加紅寶石／阿爾法藍寶石》为大中华区玩家赠送“烈焰猴”以庆祝猴年，这是任天堂香港首次为华人节日进行庆祝活动。
2016年2月17日，香港任天堂开通微信公众号，而验证信息却是任天堂在中国大陆许久没有动作的子公司神游科技。
2016年2月24日，任天堂公布将于2月26日夜间公开「Pokémon」專屬的任天堂直面会。在直面会中，正式规范中文商标名称统一为「精靈寶可夢」，并宣布新作《精靈寶可夢 太陽／月亮》将提供繁体及简体中文版本。9月16日，游戏的繁体中文和简体中文版本的官方网站正式上线。

## 反響
| 汇总媒体     | 得分                          |
| ------------ | ----------------------------- |
| GameRankings | 87.94%（太阳） 87.74%（月亮） |
| Metacritic   | 87/100（太阳） 87/100（月亮） |

| 媒体           | 得分           |
| -------------- | -------------- |
| Destructoid    | 9/10（太阳）   |
| 电子游戏月刊   | 9.0/10         |
| Game Informer  | 8.5/10（月亮） |
| GamesRadar+    | [ 40 ]         |
| GameSpot       | 8/10           |
| IGN            | 9.0/10         |
| Nintendo Life  | 10/10          |
| 任天堂世界报道 | 8/10（月亮）   |
| Polygon        | 8.5/10         |
| 衛報           | [ 46 ]         |
| 游戏时光       | 10/10          |
| Fami通         | 38/40          |
| DigitalSpy     | [ 49 ]         |

### 評價
《精灵宝可梦 太阳／月亮》获得了不错的业界评价。在评论综合网站Metacritic上，游戏的《太阳》和《月亮》版本都获得了87%的好评率，与前作《宝可梦 X／Y》幾乎持平。而在另一家评论综合网站GameRankings上，游戏的《太阳》和《月亮》版本分别获得了88%和87.9%的好评率，高於《X／Y》的87%。

### 銷售
《精灵宝可梦 太阳／月亮》在日本地区的首周销量约为190万份，少于上一世代的《X／Y》的209万份；游戏同时还带动了新任天堂3DS LL、新任天堂3DS和任天堂2DS等主机在日本的销量，分别从前一周的2万台、3千6百台和7千9百台增长至当周的8万台、8千台和1万7千台。
游戏在美国地区前两周的销量达到370余万份，成为任天堂在美国有史以来销量最快的游戏。本次游戏在全球范围内的首批出货量为1000万份，是任天堂3DS平台上首批出货量最高的游戏。
在2022年11月8日公開的第三季（截止至2022年9月）任天堂銷售數據中，《精靈寶可夢 太陽／月亮》在全球已售出1,629萬份，在任天堂3DS上的本家遊戲銷量第三名。

### 獲獎記錄
| 年份 | 獎項                 | 類別                     | 結果 |
| ---- | -------------------- | ------------------------ | ---- |
| 2016 | D.I.C.E.大獎         | 年度掌機／可攜式遊戲     | 獲獎 |
| 2017 | 金搖桿獎             | 年度掌機／智慧型手機遊戲 | 獲獎 |
| 2017 | 第13屆英國學院遊戲獎 | 可攜式遊戲               | 提名 |

## 軼事與爭議

### 恶搞
本作新增的宝可梦“猫鼬探长”因长相神似同时期美國總統選舉的候选人及當選者唐納·川普而在欧美地区获得了一定的反响和调侃。更有人在川普當選總統後，將捕獲的多隻該寶可夢以「總統」稱之。
在本作的初始夥伴寶可夢中，“木木枭”因其造型被指与一部日本多媒體企劃《LoveLive!》中的角色“南琴梨”相似而引來反響。

### 中文译名争议
2016年5月10日，任天堂香港為配合「精靈寶可夢 太陽／月亮」中文版發布，公布首151隻寶可夢的官方中文譯名。譯名以台湾傳統譯法居多，部分則以音譯代替。其中香港傳統譯名「比卡超」改名為「皮卡丘」，引起部分香港玩家的不滿，部份台灣同好亦對「神奇寶貝」一名被換掉表示反彈，任天堂表示不会改变之前的决定。
随后引起约20人上街头游行要求日本领事馆交代。事件发酵后任天堂表示可能取消首届在香港举办的「2016 Pokémon Video Game National Championships」的香港区赛事，最终任天堂表态将延期比赛到7月3日举办。

## 相關作品

### 《精靈寶可夢 究極之日／究極之月》
2017年11月17日在任天堂3DS平台上發售，為本作的加強版本，劇情更加著重在傳說的寶可夢「奈克洛茲瑪」上，並追加部分新寶可夢與要素。